# Christina Pazsitzky

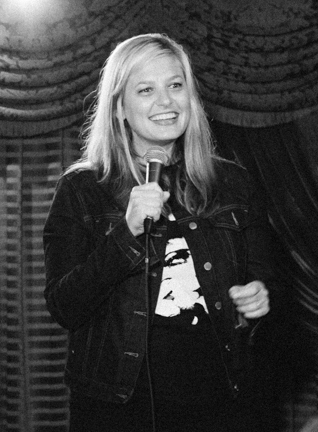
Christina Pazsitzky im Jahr 2013.

Christina Pazsitzky (* 18. Juni 1976 in Windsor, Ontario) ist eine US-amerikanisch-kanadische Stand-up-Comedian bzw. Entertainerin und Fernsehproduzentin.

## Kindheit und Jugend
Pazsitzky ist als Kind ungarischer Einwanderer in Windsor, Ontario geboren. 1980 zog sie mit ihrer Familie in das San Fernando Valley und erhielt 1994 die US-amerikanische Staatsbürgerschaft.

## Karriere
Pazsitzky begann ihre Karriere als Synchronsprecherin bei DIC Entertainment. Im Jahr 2001 trat sie erstmals als Stand-Up-Comedian in Los Angeles auf. Im Rahmen von Veranstaltungen der amerikanischen Streitkräfte-Organisation USO trat Pazsitzky auch für Soldaten im Nahen Osten, Afrika und Südkorea auf.
2014 startete Pazsitzky, nachdem sie zuvor an vielen Podcast anderer Betreiber teilgenommen hatte, mit That's Deep Bro einen eigenen Podcast. In den Jahren 2017 und 2018 erschienen auf Netflix zwei ihrer Auftritte.
2018 einigten sich Christina und Tom Segura, den sie 2008 heiratete, mit dem TV-Sender CBS auf eine Show namens The Little Things.

## Privatleben
2016 und 2018 brachte sie jeweils ein Kind zur Welt.

## Filmografie

### Filme
| Jahr | Titel                            | Rolle               |
| ---- | -------------------------------- | ------------------- |
| 2006 | Jackass Number Two               |                     |
| 2006 | National Lampoon's TV: The Movie | Neckersize Stripper |
| 2009 | Black Girls Heart Charlie        | Golden Shower       |
| 2012 | Finding the Funny                |                     |
| 2015 | Can We Take a Joke?              | Erzählerin          |
| 2019 | Countdown                        | Krissy              |

### Fernsehen
| Jahr      | Titel                                 | Rolle   |
| --------- | ------------------------------------- | ------- |
| 1997      | Road Rules: Down Under                |         |
| 2002–2003 | The Challenge                         |         |
| 2003      | The Hitchhiker Chronicles             |         |
| 2005–2006 | Trollz                                | Garnett |
| 2006      | Mental Engineering                    |         |
| 2008      | April & Christina                     |         |
| 2008      | Last Comic Standing 6                 |         |
| 2008      | E! Wildest TV Show Moments            |         |
| 2009      | Animal Planet's Most Outrageous       |         |
| 2009–2010 | Chelsea Lately                        |         |
| 2011–2012 | truTV Presents: World's Dumbest...    |         |
| 2012      | Red Light Comedy: Live from Amsterdam |         |
| 2013      | InAPPropriate Comedy                  | Autorin |
| 2014      | Funniest Wins                         |         |
| 2014      | truTV How To Be A Grown Up            |         |

### Stand-Up comedy Specials
| Jahr | Titel                    | Bemerkungen                     |
| ---- | ------------------------ | ------------------------------- |
| 2011 | It's Hard Being A Person |                                 |
| 2015 | Man of the Year          |                                 |
| 2017 | Mother Inferior          | Netflix Stand-Up Comedy Special |
| 2018 | The Degenerates          | Netflix Stand-Up Comedy Special |
| 2022 | Mom Genes                | Netflix Stand-Up Comedy Special |